# Dian Wei

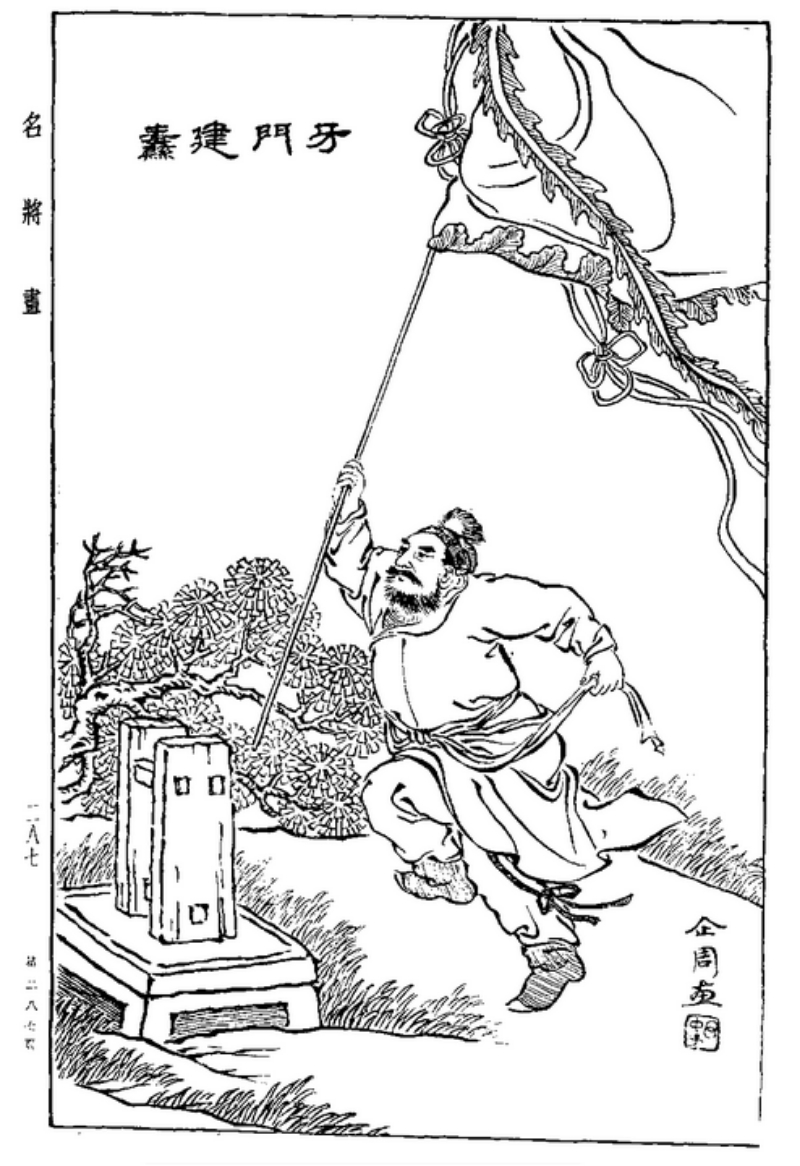
Dian Wei

Dian Wei (vereinfacht: 典韦, traditionell: 典韋, Pinyin: Diǎn Wěi; † 197) war ein Krieger der späten Han-Zeit und zur Zeit der Drei Reiche im alten China. Er diente dem Warlord Cao Cao als Leibwächter und wird in der Legende als hochgewachsener, kräftiger, eindrucksvoller Mann von unbändiger Kraft beschrieben.

## Leben
Dian Wei wurde in Jiwu (己吾, im heutigen Kreis Sui 睢县 der Stadt Shangqiu, Provinz Henan) geboren. Die Geschichte der Drei Reiche beschreibt ihn als unerschütterlichen Mann mit übermenschlichen Kräften.
In seiner Jugend versprach Dian Wei einst einem Freund, dessen Rivalen zu töten. Er verkleidete sich als Adliger und kam so ungehindert in das Haus des Feindes in Suiyang (睢阳, heutiger Stadtbezirk Suiyang 睢阳区 der Stadt Shangqiu), wo er die gesamte Familie tötete. Weil die Opfer nahe am Markt wohnten, verbreitete sich die Nachricht ihres Todes rasch und hunderte Männer verfolgten den Mörder. Dian Wei erreichte seine Gefährten jedoch rechtzeitig und entkam nach einem Kampf.
Als sich im Jahre 189 der örtliche Warlord Zhang Miao (张邈) der Koalition gegen Dong Zhuo anschloss und eine Armee aufstellte, folgte ihm Dian Wei. Er beeindruckte seine Vorgesetzten sehr und errang beachtliche Erfolge auf dem Schlachtfeld.
Später diente Dian Wei unter Cao Caos verdientem General Xiahou Dun. Während der Kampagne gegen Lü Bu in Hanyang wurde Cao Caos Armee vom Feind überrascht. Dian Wei versammelte einige Männer um sich und rüstete sie mit doppelter Panzerung. Dann rückte er gegen Lü Bus Armee vor, wurde aber in der Flanke von Bogenschützen angegriffen. Angeblich siegte er, indem er Dutzende mit Spießen traf und mit jedem Geschoss einen Gegner vom Pferd holte. Cao Cao war von Dian Weis Tat so beeindruckt, dass er ihn zum Hauptmann und zu seinem persönlichen Leibwächter machte.
Dian Wei nahm an jeder folgenden Schlacht an vorderster Front teil. Er galt als loyal und verlässlich und wich fast nie von Cao Caos Seite. Wegen seines gewaltigen Appetits sollen ihn stets mehrere Männer bedient haben.
Bei Zhang Xius Angriff auf Cao Caos Lager beim Wan-Schloss konnte Cao Cao fliehen, und Dian Wei verteidigte das Haupttor mit einem Dutzend Männer. Aber schließlich erlagen sie der Übermacht und fielen.
Cao Cao war lange Zeit untröstlich über Dian Weis Tod. Er ließ Dian Weis Leiche von Zhang Xius Männern stehlen und begrub sie in seiner Heimatstadt. Später machte er Dian Weis Sohn Dian Man (典满) zu einem Oberkommandanten und hielt ihn fest an seiner Seite.